# Aleksandra Dobrowolska (kustosz)
Aleksandra Agnieszka Dobrowolska (nazwisko panieńskie: Zasuszanka) (ur. 7 grudnia 1906 w Książu Wielkim, zm. 13 stycznia 1989 w Kielcach) – polska działaczka społeczna, kustosz, organizatorka muzeów. Autorka słów Marsza Lotników.

## Życiorys
Ukończyła Gimnazjum im. Królowej Kingi w Kielcach, następnie studiowała polonistykę na Uniwersytecie Warszawskim. Od 1932 pracowała jako nauczycielka w II Miejskim Gimnazjum Żeńskim im. Jana Kochanowskiego w Warszawie. Była entuzjastką lotnictwa, organizowała w Warszawie szkolne koła LOPP, pisała artykuły o tematyce lotniczej do prasy warszawskiej i kieleckiej, wykonała korektę księgi pamiątkowej „Ku czci poległych lotników”. W 1933 r. napisała słowa Marsza Lotników, do których muzykę napisał Stanisław Latwis.
Po wybuchu wojny emigrowała z mężem, kpt. obserwatorem Krzysztofem Dobrowolskim do Wielkiej Brytanii, gdzie była m.in. spikerką BBC, pisała artykuły na tematy lotnicze, była matką chrzestną sztandaru polskich lotników, który został wykonany przez konspiratorów w okupowanym kraju w Wilnie i przesłany do Anglii. 
Po powrocie do kraju osiedliła się w Kielcach, gdzie pracowała jako kustosz Muzeum Świętokrzyskiego, realizując jednocześnie swoje pasje lotnicze w Aeroklubie Kieleckim. Była organizatorką muzeów: Sienkiewicza w Oblęgorku, Żeromskiego w Kielcach i Kochanowskiego w Czarnolesie. Opiekowała się także lokalnymi artystami. Po śmierci została pochowana w grobie rodzinnym, w Kielcach.

## Odznaczenia i nagrody
- Krzyż Kawalerski Orderu Odrodzenia Polski (1972)
- Srebrny Kryż Zasługi
- Odznaka „Zasłużony Działacz Kultury”
- Złota Odznaka „Za opiekę nad zabytkami”
- Odznaka „Za zasługi dla Kielecczyzny”
- Nagroda im. Stanisława Staszica

## Upamiętnienie
W 1997 roku jej imieniem nazwano jedną z ulic na osiedlu Słoneczne Wzgórze w Kielcach. W 2012 r. W Dowództwie Sił Powietrznych odsłonięto tablicę pamiątkową, poświęconą autorom Marsza Lotników Aleksandrze Zasuszance-Dobrowolskiej i por. pil. Stanisławowi Latwisowi. Również głównej sali konferencyjnej w DSP nadano imię twórców Marsza Lotników.